# Eocenomyrma
Eocenomyrma (лат.) — ископаемый род муравьёв из подсемейства мирмицины (Myrmicinae, Formicoxenini). Европа, эоценовый янтарь (около 40 млн лет): Германия (саксонский и балтийский янтарь), Дания (скандинавский янтарь).

## Описание
Длина 3—4 мм. Тело рыжеватое, покрыто бороздками и морщинками, как у муравьёв рода мирмики (Myrmica). Антенны состоят из 12 члеников, на вершине выделяется 3-члениковая булава. Нижнечелюстные щупики 4-члениковые, нижнегубные состоят из 3 сегментов. Клипеус широкий и короткий, с двумя продольным килями. Глаза расположены на середине боковой части головы. На проподеуме два длинных шипика. Шпоры на средних и задних голенях отсутствуют.
Род был впервые описан в 2006 году мирмекологами Г. М. Длусским (МГУ, Москва) и А. Г. Радченко (Киев, Украина). Родовое название образовано из двух слов: эоцен и мирмика. Внешне напоминает два современных рода: Myrmica и Temnothorax, отличаясь такими апоморфиями: клипеус короткий и широкий с двумя латеральными продольными килями и отчётливо маркированными антеролатеральными углами (с парой длинных щетинок на них, но без щетинок в середине переднего края наличника), средняя его часть вогнутая поперечно; отсутствие средних и задних шпор. От сходного рода Myrmica отличается формулой щупиков (у мирмик = 6,4).
- Eocenomyrma electrina Dlussky & Radchenko, 2006 — скандинавский янтарь
- Eocenomyrma elegantula Dlussky & Radchenko, 2006 — балтийский янтарь
- Eocenomyrma orthospina Dlussky & Radchenko, 2006 — балтийский янтарь
- Eocenomyrma rugosostriata (Mayr, 1868) — саксонский, балтийский и ровенский янтари[2][3][4][5]
  - = Macromischa rugosostriata
  - = Nothomyrmica rugosostriata
- Eocenomyrma ukrainica Radchenko & Dlussky, 2016[6]

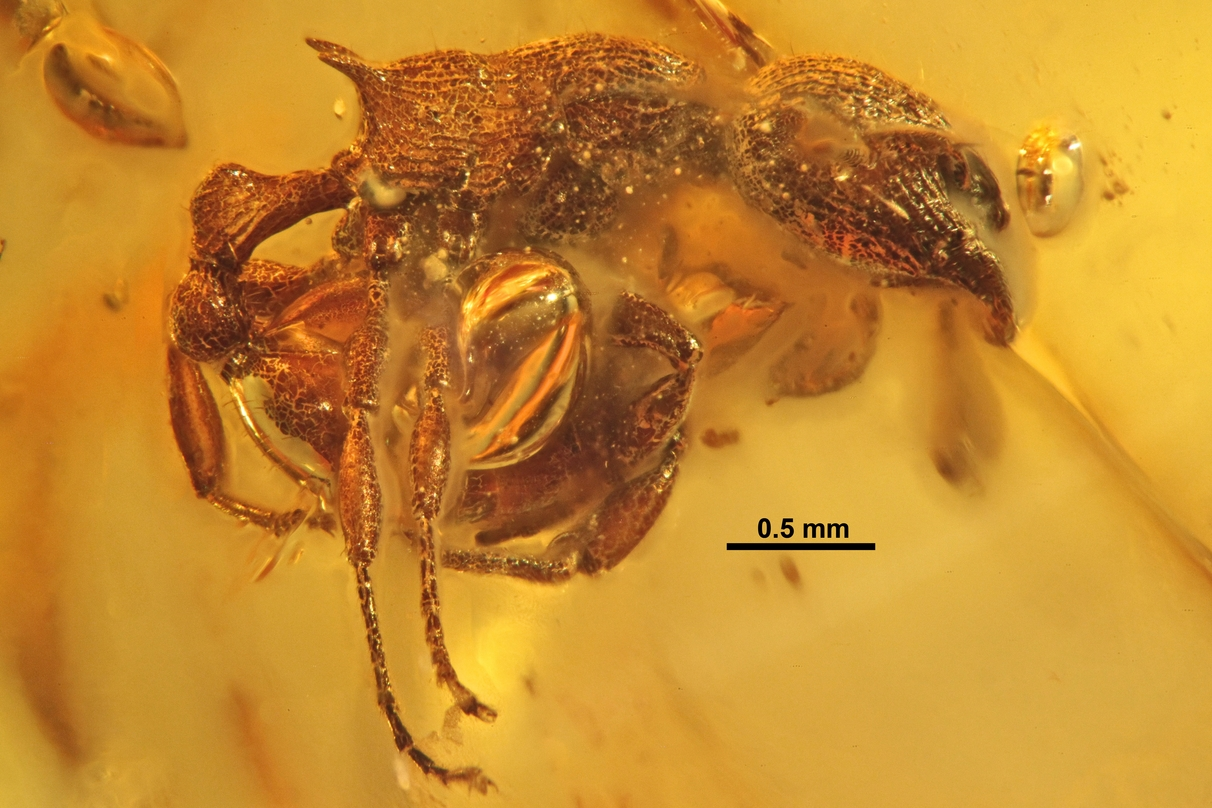
Eocenomyrma elegantula
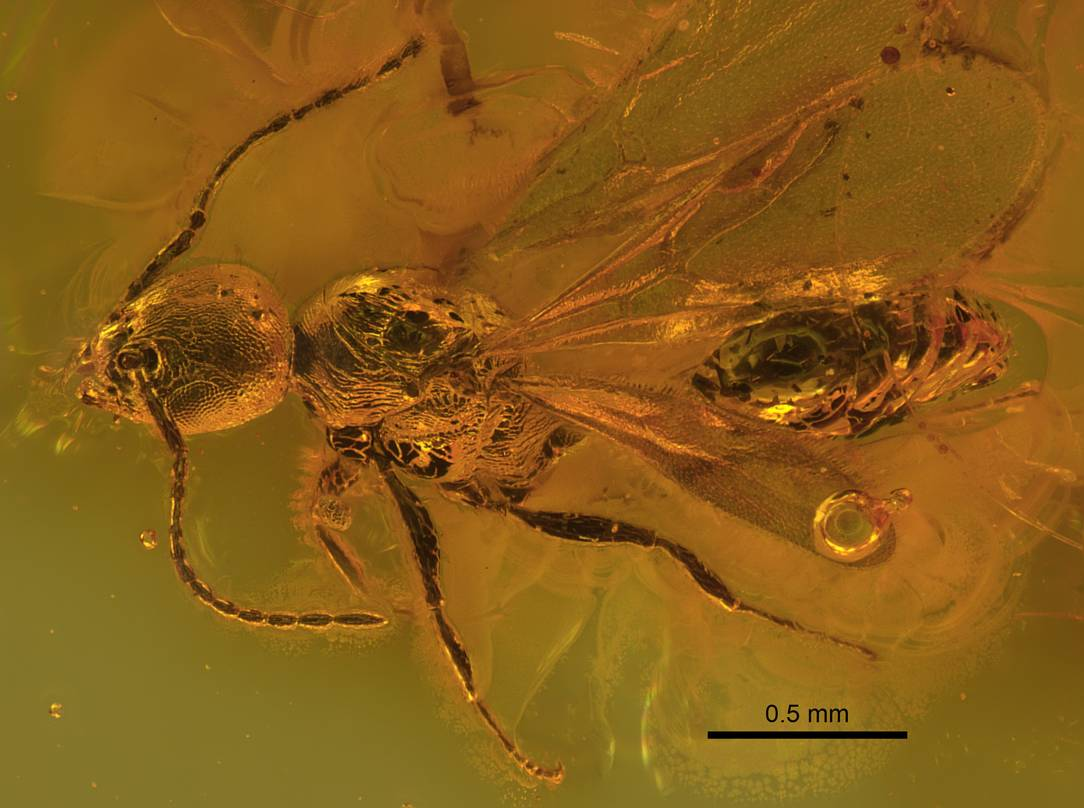
Eocenomyrma ukrainica